# Julia Navarro
Julia Navarro és escriptora i periodista. Va néixer a Madrid l'any 1953 i ha treballat al llarg de la seva carrera en la premsa escrita, a la ràdio i a la televisió, la qual va deixar per l'escriptura. Després d'escriure llibres d'actualitat política, com ara Entre Felipe y Aznar, La izquierda que viene i Señora presidenta, va publicar la seva primera novel·la: La Germandat del Sant Sudari (2004), amb el qual va aconseguir un gran èxit, tant nacional com internacional. Les seves següents novel·les han consolidat aquest èxit. Les seves novel·les solen tenir un component històric que es mescla en un escenari contemporani. Tanmateix, si la intriga era la principal component en les tres primeres novel·les, aquesta ha anat desapareixent en favor del suspens i el drama.
És una autora amb èxit comercial a Espanya i, entre d'altres, ha estat traduïda al català, anglès, alemany, finès, portuguès, txec, italià, rus o turc. El 2016 la companyia Movistar+ va començar l'adaptació per a una sèrie televisiva de la novel·la Digue'm qui sóc, amb Fernando González Molina com a director.

## Obra

### Novel·les
1. La Germandat del Sant Sudari[6] (La Hermandad de la Sábana Santa, 2004)
2. La Bíblia de fang[7] (La Biblia de barro, 2005)
3. La sang dels innocents[8] (La sangre de los inocentes, 2007)
4. Digue'm qui sóc[9] (Dime quién soy, 2010)
5. Dispara, jo ja sóc mort[10] (Dispara, yo ya estoy muerto, 2013)
6. Història d'un canalla[11] (Historia de un canalla, 2016)
7. Tu no mataràs[12] (Tú no matarás, 2018)

### No ficció
1. Nosotros, la transción (1995)
2. 1982-1996, entre Felipe y Aznar (1996)
3. La izquierda que viene (1998)
4. Señora presidenta (1999)
5. El nuevo socialismo: la visión de José Luis Rodríguez Zapatero (2001)

## Premis literaris
- Premi de QuéLeer a la millor novel·la espanyola (2004), per La Hermandad de la Sábana Santa.
- Premi Ciudad de Cartagena (2004).
- Premi Ciudad de Còrdova (2004).
- Premi Pluma de Plata de la Feria del Libro de Bilbao (2005).
- Premi Protagonistas, categoria Literatura (2005).
- Premi Lectores de las Llibrerías Crisol (2005)[13]
- Premi Más que Música de los Libros (2006).